# Microananteris minor
Espèce
Microananteris minor est une espèce de scorpions de la famille des Ananteridae.

## Distribution
Cette espèce est endémique de Guyane. Elle se rencontre vers Saül.

## Description
La femelle holotype mesure 11,7 mm.

## Systématique et taxinomie
Cette espèce a été décrite par Lourenço en 2003. Elle est placée dans le genre Ananteris par Botero-Trujillo et Noriega en 2011 puis dans le genre Microananteris par Lourenço en 2011.

## Publication originale
- Lourenço, 2003 : « Humicolous buthoid scorpions: A new genus and species from French Guiana. » Comptes Rendus Biologies, vol. 326, no 12, p. 1149-1155.